# Полуботок, Леонтий Артемьевич
Лео́нтий Арте́мьевич Полубо́ток (укр. Леонтій Полуботок; ? — ок. 1695) — генеральный есаул и бунчужный Войска Запорожского, переяславский полковник и наказной черниговский полковник.

## Биография
Принадлежал к роду старинных Черниговских обывателей; так, в 1619 году упоминается Еремей Полуботок (по всей вероятности — дед Леонтия), которому в этом году Черниговский воевода Салтыков дал место под постройку дома в разорённом тогда Чернигове; в 1637 году Еремей Полуботок был уже райцей и «славетным» мещанином Черниговским; имя его упоминается еще в 1642 году.
Леонтий Полуботок в 1668 году занимал должность Черниговского полкового писаря и тогда уже получил от гетмана Брюховецкого маетности. Кроме того, Полуботок и сам скупал себе земли около села Полуботков (в Черниговском полку), поселенного, должно быть, его дедом, и которого он, по всей вероятности, лишился во время борьбы Хмельницкого с поляками. В 1669 году Полуботок числился лишь «товарищем полку Черниговского» и жил в селе Полуботках, где деятельно производил «скуплю» казачьих земель. В 1671 году Полуботок, бывший в большой дружбе с Черниговским полковником Василием Многогрешным, братом гетмана, получил от последнего должность Черниговского полкового сотника, которым оставался и в 1672 году, будучи назначаем в 1671—1672 годах наказным Черниговским полковником .
С избранием в 1672 году гетманом Ивана Самойловича, Полуботок получил должность генерального бунчужного и был пожалован от царя жалованьем: «десять пар соболей и десять рублей». Такое быстрое повышение, несмотря на его дружбу с Многогрешным, сосланным в Сибирь, можно объяснить тем, что Полуботок был ловким человеком, умевшим ладить со всеми тогдашними партиями в Малороссии. Вскоре Полуботок породнился с Самойловичем: его сын Павел женился на гетманской племяннице Евфимии Васильевне Самойлович (дочери Лебединского священника и сестре Гадяцкого полковника Михаила Васильевича Самойловича). Полуботок стал близким человеком к гетману, который очень благоволил к нему. Со вступлением, в 1676 году, на престол московского царя Фёдора Алексеевича начались, походы против Дорошенко, и передовое войско, отправленное против этого гетмана, запершегося в Чигирине, отстояло из 15.000 русских, под начальством стольника Григория Косагова, и полков: Гадяцкого, Миргородского, Лубенского и одного «компанейского полка» под предводительством Полуботка. В 1679 году был с войском под Киевом, когда на город ожидалось нападение Турецкого султана, а 10 февраля 1681 года закрепил за собой все полученные от гетманов маетности царской грамотой, из которой видно, что он в это время имел уже: бывшую маетность Александра Рассудовского со всеми угодьями в ключе Любецком, село Губичи, село Савинки, земли в Любецкой сотне, под названием Лишковщизна, и несколько мельниц около Чернигова и на реке Убеди.
В мае 1685 года, Полуботок был назначен Переяславским полковником на место смещенного Вуйцы Сербина. Полуботок в 1683 году уже был наказным полковником этого полка. К этому времени жизни Полуботка относится его письмо 1685 года к Василию Кочубею по поводу смерти стародубского полковника Семена Самойловича (сына гетмана). На должности Переяславского полковника Полуботок оставался до низложения Самойловича в 1687 году, когда был арестован вместе с сыном гетмана, Григорием, и лишен полковничества, однако, ненадолго: назначенный на его место Родион Дмитрашко-Райча показался гетману Мазепе опасным, и в 1689 году Полуботок снова занял должность полковника в Переяславе. К этому времени у Полуботка с Мазепой установились, по-видимому, даже хорошие отношения, и 17 июля 1689 года гетман дал ему Сосницкое село Наумовку и подтвердил прежде данные маетности; кроме того, гетман утвердил постановление генерального судьи Вуяхевича по делу о нападении на некоторые имения Полуботка, произведенные Родионом Дмитрашком и его племянником Марком, присужденными к уплате штрафа в размере 1000 «талярей». Отбыв ранее оба Чигиринские похода и в 1687 и 1689 годах — оба Крымские, Полуботок 22 сентября 1690 года вновь получил царскую грамоту на имения. Ho затем, в 1691 году, племянник гетмана Самойловича, полковник Гадяцкий Михаил Самойлович, проживавший в Москве, был привлечен к делу чернеца Соломона. Из производившегося в Москве следствия над Соломоном выяснилось, что к нему был причастен Михаил Самойлович, которого и сослали в Сибирь. В это время жил в Москве сын Леонтия Полуботка — Павел, и Мазепе донесли, что он находился в сношениях с Самойловичем, и что отец его, Леонтий, благоприятствуя намерениям Самойловича произвести в Малороссии смуту, сам рассчитывал сделаться гетманом. По приказу Мазепы, Полуботок с сыном Павлом были взяты под стражу и преданы суду генеральных старшин и полковников. При разборе этого дела оказалось, что сын Леонтия — Павел, услышав от Самойловича «недобрые речи» про гетмана, не сам донес об этом Мазепе, а лишь передал их находившемуся тогда в Москве миргородскому полковнику Данилу Апостолу; а тот уже известил об этом Мазепу. Этого повода было достаточно для того, чтобы возбудить подозрение у Мазепы к Полуботкам; у них были отобраны все маетности, Леонтий же, кроме того, был лишен должности полковника, и на его место поставлен Иван Мирович. Обо всем этом деле гетман подробно писал в Москву в октябре 1692 года.
Во время своего полковничества в Переяславе Полуботок, пользуясь близостью своей к гетману Самойловичу, присоединил к своему полку много земель, лежавших между рекой Сухой Оржицей и её притоком — рекой Чумчаком и принадлежавших к Пирятинской сотне, Лубенского полка. Переведя большую часть этих земель в свою личную собственность, Полуботок вызвал этим протест Лубенского полковника Леонтия Свечки. Возникшая между этими двумя полковниками по этому поводу борьба закончилась универсалом Мазепы от 20 марта 1690 года, по которому занятые Полуботком земли возвращались Лубенскому полку.
Оставшись без должности, Полуботок носил лишь звание «знатного товарища Черниговского полка» и жил в Чернигове, занимаясь хозяйством, которое состояло, главным образом, в скупке земель и заселении их «вольными переходящими людьми». Таким образом, им были основаны и заселены слободы: Довжик, Табаевка, Губичи и другие. Под конец жизни Полуботка Мазепа над ним смилостивился и возвратил часть отнятых у него местностей, а именно, села: Савинки, Габриловку, Каруковку и Наумовку — в Черниговском полку.
Умер Леонтий Полуботок между июлем 1695 и сентябрем 1698 года. По некоторым известиям (графа Милорадовича), Полуботок скончался в 1695 году.
Погребен Леонтий Полуботок в Черниговском Елецком монастыре. В 1978 году во время земляных работ западнее Успенского собора был найден каменный склеп, в котором обнаружено захоронение Леонтия Полуботка. Это доказывает надпись на гравированном серебряном кресте (12,5 х 10 см), который был прикреплен к верхней доске гроба24. Теперь находка экспонируется в одном из выставочных залов Коллегиума.